# Tokenism
Tokenism är förfarandet att genom symbolisk användning av minoriteter ge sken av att hävda mångfald och inkludering.
Tokenism kan bestå av att en herrklubb väljer in en kvinna utan att i övrigt ändra sin verksamhet. Ett annat exempel är den animerade tv-serien South Park där Token Black länge var den enda svarta figuren i serien.
Begreppet och förfarandet blev känt och beskrivet i amerikansk populärkultur senare delen av 1950-talet. I försök att bryta upp rasmässig segregation blev tokenism ett arbetssätt som dock snarare enbart gjorde problemen uppenbara utan att lösa dem.